# Cho Jun-Ho
Cho Jun-Ho (en coreano: 조준호; Busan, 16 de diciembre de 1988) es un deportista surcoreano que compitió en judo.
Participó en los Juegos Olímpicos de Londres 2012, obteniendo una medalla de bronce en la categoría de –66 kg. Ganó una medalla de bronce en el Campeonato Mundial de Judo de 2011, y una medalla de bronce en el Campeonato Asiático de Judo de 2011.

## Palmarés internacional
| Juegos Olímpicos    | Juegos Olímpicos      | Juegos Olímpicos  | Juegos Olímpicos |
| Año                 | Lugar                 | Medalla           | Categoría        |
| ------------------- | --------------------- | ----------------- | ---------------- |
| 2012                | Londres (Reino Unido) | Medalla de bronce | –66 kg           |
| Campeonato Mundial  |                       |                   |                  |
| Año                 | Lugar                 | Medalla           | Categoría        |
| 2011                | París (Francia)       | Medalla de bronce | –66 kg           |
| Campeonato Asiático |                       |                   |                  |
| Año                 | Lugar                 | Medalla           | Categoría        |
| 2011                | Abu Dabi (EAU)        | Medalla de bronce | –66 kg           |